# Arthur Bouchez
Arthur Bouchez est un homme politique né le 7 février 1891 à Saint-Quentin dans l'Aisne et décédé le 12 mai 1984 à Bourges.  

## Biographie
Son attachement aux idées socialistes remontent à 1910. Dès 1916, il siège, vraisemblablement, au bureau du syndicat des ouvriers métallurgistes détachés à Bourges. En 1917, sa participation active au mouvement ouvrier apparaît dans des rapports de police, comme animateur de l'aile révolutionnaire et pacifiste du syndicat des Métaux de Bourges, dans le Cher. Son frère, Charles, et lui fréquentent le groupe local des Amis du journal Ce qu'il faut dire (CQFD), créé cette même année. 
En 1918, à l'issue des grèves, les autorités le sanctionnent. Il collabore à L'Internationale (1819) et s'installe l'année suivante à Boulogne-sur-Seine, dans la Seine. En décembre, après le congrès de Tours, il devient membre du PC. 
Il représente le comité intersyndical de Boulogne au IIIe congrès syndical de la Seine (1921) et, en 1922, siège à la Commission exécutive de la Fédération CGTU des Métaux, comme secrétaire de la section locale de Boulogne. En octobre, il est candidat, sans succès, au Comité directeur du PC, lors du congrès de Paris. En 1923, il représente le comité intersyndical de Boulogne au IVe congrès départemental CGTU et en juin devient secrétaire du syndicat CGTU des métaux de la Seine. En janvier, il avait été élu au Comité directeur du PC, lors du conseil national de Boulogne-sur-Seine. 
Au congrès du PC de Lyon (1924), il n'est pas réélu au Comité directeur. 
En 1927, la commission syndicale centrale du PC décide de le placer à la direction de la Fédération CGTU des Métaux, pendant la maladie du titulaire du poste, Vassart. Il devient également conseiller prud'homme de la Seine. En 1928, par lettre adressée à la cellule de Boulogne-Billancourt, il démissionne du PC. Sa lettre est publiée dans Contre le courant. 
Bouchez travaille ensuite comme tourneur chez Farman (1931). Son nom ne figure plus sur les listes électorales de Boulogne-Billancourt à partir de 1935.

## Source
- Dictionnaire biographique du mouvement ouvrier français, Les Editions de l'Atelier, 1997.